# Adămuș
Adămuș (Hongaars: Ádámos) is een comună in het district Mureș, Roemenië. Het is opgebouwd uit zes dorpen, namelijk: Adămuș, Chinciuș, Cornești, Crăiești, Dâmbău en Herepea.
Twee dorpen in de gemeente kennen een Hongaarse meerderheid:
- Dâmbău (Küküllődombó,	1 018 inwoners,	579 Hongaren 58,4%)
- Crăieşti (Magyarkirályfalva, 1 006 inwoners, 654 Hongaren 65,8%)

## Geschiedenis
Het maakte deel uit van de Szeklerse regio van de historische provincie Transsylvanië. Tot 1918 hoorde het bij het Maros-Torda district van het Koninkrijk Hongarije. Na het Verdrag van Trianon in 1920, werd het een deel van Roemenië.